# Steve Klaus
Steve Klaus (Etna, 6 giugno 1904 – Roma, 27 maggio 1992) è stato un allenatore di pugilato e manager statunitense, di origini ungheresi.

## Biografia

### Inizi come pugile dilettante
Nacque nel 1904 a Etna,  un piccolo centro dell'area metropolitana di Pittsburgh, Pennsylvania (USA), da una famiglia cattolica di origini ungheresi. Iniziò a prendere lezioni di boxe dall'anziano campione Young Griffo all'età di sedici anni disertando le lezioni di violino.
Giunse a New York nel 1920 e si iscrisse al Boxing Club of West Side. Tra il 1922 e il 1926 combatté per alcuni anni come dilettante con buoni risultati ma fu costretto a lasciare il ring per problemi di ernia. Nel 1929 rivestì la carica di presidente e manager della squadra di boxe con il capitano Bob Ciocher.

### Allenatore in America e poi della Nazionale ungherese
Nel 1932 passò alla Styllman's Gym dove ricoprì il ruolo di allenatore di molteplici campioni quali Tony Antal Kocsis, Bob Olin, Aldo Spoldi, Cleto Locatelli, Enrico Venturi, Salvatore Ruggirello, Nathan Mann, Lou Ambers, George Brescia, Ford Smith, Al Roth, Stan Suvio e molti altri e di alcuni ne fu anche manager sino al 1937. Sempre in questo periodo incontrò le simpatie del mitico maestro Jimmy DeForest dal quale imparò molto nella tecnica e nel comportamento oltre che nell'organizzazione di molteplici incontri con i campioni professionisti statunitensi.
Partecipò come allenatore della squadra ungherese sia alle Olimpiadi di Los Angeles del 1932 (medaglia d'oro István Énekes) che di quelle del 1936 Olimpiadi di Berlino (medaglia d'oro Imre Harangi).
L'anno successivo, chiamato dalla Federazione Pugilistica Italiana, assunse l'incarico di allenare gli atleti italiani e, successivamente,  di responsabile della squadra nazionale dilettanti.
È stato il coach del Team Europa contro le rappresentative statunitensi negli International Golden Gloves del 1939, 1940 e 1949. Durante l'occupazione tedesca, essendo di nazionalità statunitense, e quindi un nemico, trovò rifugio nell'abitazione del suo ex allievo Gigi Proietti.

### Allenatore della Nazionale italiana
Fu allenatore della squadra italiana di boxe in tre edizioni delle Olimpiadi, con un bottino di due medaglie d'oro, quattro d'argento e quattro di bronzo.
Alle Olimpiadi di Londra 1948, il pugile su cui contava principalmente l'Italia per una medaglia d'oro alle Olimpiadi di Londra (1948) era il peso piuma Duilio Loi. Klaus, però, gli proibì di fumare la sua abituale sigaretta dopo i pasti. Loi fece armi e bagagli e se ne andò dal ritiro. La medaglia d'oro la vincerà il suo sostituto Ernesto Formenti. A Londra andarono a medaglia anche il mosca Spartaco Bandinelli e il gallo Giovanni Battista Zuddas (argenti), il welter Alessandro D'Ottavio e il medio Ivano Fontana (bronzi).
Ai Giochi di Helsinki 1952 conquistò la medaglia d'oro il peso leggero Aureliano Bolognesi, quella d'argento il piuma Sergio Caprari e quella di bronzo il superleggero Bruno Visintin.
A Melbourne 1956 non tutto filò per il verso giusto. Il futuro Campione del Mondo dei pesi mosca, Salvatore Burruni, non andò oltre un'onorevole sconfitta, al primo combattimento, contro il sovietico Vladimir Stolnikov. L'altro uomo di punta della squadra, il medio Giulio Rinaldi, non riuscì addirittura a rientrare nel peso e fu squalificato nei quarti di finale ancor prima di combattere contro l'altro sovietico Gennadij Šatkov, che poi vincerà la medaglia d'oro. Si ebbero, comunque, la medaglia d'argento di Franco Nenci nei superleggeri e quella di bronzo di Mino Bozzano nei pesi massimi.
Nel 1957, Klaus si dimise polemicamente dai suoi incarichi federali, lasciando la direzione della squadra Nazionale al suo vice Natalino Rea.

### Manager e direttore della scuola di insegnanti di pugilato

Duilio Loi (a destra) contro Ortiz (1960). Guidato da Klaus, Loi conquistò il titolo mondiale

Lasciato l'incarico, divenne manager di importanti pugili italiani, quali Duilio Loi, Sandro Mazzinghi, Mario D'Agata, Sandro Lopopolo, Piero Del Papa, Italo Scortichini, Bruno e Plinio Scarabellin, Mino Bozzano, Federico Scarponi, Carmelo Bossi, Giancarlo Garbelli e molti altri.
Fu anche manager internazionale con esclusiva per l'Europa di campioni mondiali o pretendenti al titolo giapponesi, coreani,  statunitensi ed italiani per tutti gli anni 60.
Dopo undici anni, nel 1968, tornato alle dipendenze della Federazione, divenne direttore del Centro nazionale insegnanti di pugilato. Nelle Marche, a Porto Recanati fissò per alcuni anni la sede di allenamento estivo della Nazionale di pugilato come fece anche in Toscana all'Impruneta in preparazione delle Olimpiadi e degli incontri internazionali.
Numerose le consulenze nelle federazioni pugilistiche di tutto il Mondo nel corso degli anni 80 ed operò anche come consulente dell'AIBA in giro per il mondo.
Fu anche definito "il papà del pugilato italiano", autore di alcune pubblicazioni di tecnica pugilistica e di proposte quali l'adozione di guantoni senza lacci e mascherine imbottite in sostituzione del casco protettivo.
Morì a Roma, a ottantotto anni, nel 1992.

## Pubblicazioni
- Base tecnica del pugilato, Torino, Lamberti, 1950.
- Boxe. Colpi combinati, Milano, Sperling & Kupfer, 1968.
- Pugilato. La tecnica, Milano, Sperling & Kupfer, 1968.
- Insegnamento tecnico del pugilato, Roma, [s.n.], 1978.